# Myrcia selloi
Myrcia selloi är en myrtenväxtart som först beskrevs av Spreng., och fick sitt nu gällande namn av Nelson Jorge E. Silveira. Myrcia selloi ingår i släktet Myrcia och familjen myrtenväxter. Inga underarter finns listade i Catalogue of Life.